# Nguyễn Thành Bảo
Nguyễn Thành Bảo (sinh năm 1978 tại Nam Định) là một vận động viên bộ môn cờ tướng người Việt Nam. Anh từng ba lần vô địch giải cờ tướng Việt Nam nội dung cờ tiêu chuẩn vào các năm 2007 trong màu áo đội tuyển Bà Rịa-Vũng Tàu, 2011 dưới màu áo Hà Nội và 2023 khi thi đấu cho đội tuyển Bình Phước.
Nguyễn Thành Bảo cũng là kỳ thủ Việt Nam có thành tích cao nhất từ trước đến nay tại Giải vô địch cờ tướng thế giới (huy chương bạc năm 2009), là kỳ thủ Việt Nam đầu tiên giành một chức vô địch cờ tướng ngay trên lãnh thổ Trung Quốc khi vô địch giải trẻ châu Á năm 1998 tại Giang Tô.
Thành Bảo có lối đánh cờ bất thường, sáng tạo, tràn đầy ngẫu hứng song cũng rất "điên cuồng" khi gặp phải đối thủ xứng tầm với mình. Anh còn được người hâm mộ đặt cho biệt danh "tay ngộ cờ".
Năm 2014, Nguyễn Thành Bảo bất ngờ rút lui khỏi làng cờ, về ở ẩn tại quê nhà, chỉ chơi cờ phong trào và qua mạng Internet. Năm 2021, anh trở lại giao lưu với các danh thủ trong và ngoài nước.

## Sự nghiệp

### Hàn Tín Bôi
Hàn Tín Bôi (Cúp Hàn Tín) là một giải cờ tướng do Trung Quốc tổ chức từ 2009, thường mời một nửa là kỳ thủ hàng đầu nước chủ nhà và một nửa là các kỳ thủ hàng đầu nước ngoài. Nguyễn Thành Bảo đã 3 lần được mời tham dự giải.
Năm 2010, giải lần thứ hai, Bảo cùng Lại Lý Huynh đại diện cờ tướng Việt Nam tham dự. Năm 2011, giải lần thứ ba, anh là kỳ thủ duy nhất của Việt Nam tham dự, xếp hạng tư, thành tích cao nhất của anh ở giải này cho đến nay. Tháng 5 năm 2012, anh tiếp tục là kỳ thủ Việt Nam duy nhất được mời tham dự giải lần thứ tư ở Giang Tô. Kết quả anh xếp thứ 6/12 kỳ thủ tham dự, sau 5 kỳ thủ chủ nhà.

### Rút lui khỏi làng cờ
Năm 2014, Nguyễn Thành Bảo bất ngờ rút lui khỏi đấu trường cờ đỉnh cao, về chợ Dần, Nam Định ẩn cư. Trong thời gian này, anh vẫn luyện cờ qua mạng internet, chơi cờ giao lưu với mọi người khắp nơi, nhưng từ chối chơi cho đội tuyển cấp tỉnh và quốc gia.

### Trở lại
Sang năm 2021, Nguyễn Thành Bảo trở lại "kỳ đài", thường xuyên có những trận đấu giao hữu với các danh thủ cả ở Việt Nam và Quốc tế. Qua những ván đấu, mặc dù thấy rõ sức cờ của anh đã giảm xuống rất nhiều sau một thời gian dài ẩn mình nhưng đôi lúc người ta vẫn thấy được ở đó những nước cờ đầy táo bạo mang thương hiệu "Tây độc".
Nguyễn Thành Bảo tham dự giải Vô địch quốc gia A1 năm 2022 dưới màu áo đội Bình Phước và lọt đến trận chung kết. Tuy nhiên, anh đã không tận dụng được lợi thế đi trước mà chịu thất thủ trước Nguyễn Minh Nhật Quang, người sau đó trở thành Tân Vương giải đấu này. Dù sao, vị trí thứ hai cũng có thể xem như một sự khích lệ lớn với Nguyễn Thành Bảo khi trở lại sân chơi cao nhất của làng cờ Việt Nam sau rất nhiều năm vắng bóng.
Những thành tích đó giúp cho Nguyễn Thành Bảo được gọi trở lại vào đội tuyển cờ tướng Việt Nam. Anh cùng với Lại Lý Huynh đã đoạt huy chương vàng Sea Games 31 nội dung đồng đội cờ nhanh và vô địch giải cờ tướng thế giới năm 2022 nội dung đồng đội.
Ở giải vô địch quốc gia A1 năm 2023, Nguyễn Thành Bảo đã giành chức vô địch nội dung cờ tiêu chuẩn sau 12 năm. Ngoài ra thì anh còn giành chức á quân ở nội dung cờ nhanh.
Năm 2023, Nguyễn Thành Bảo được đội cờ tướng Chiết Giang chiêu mộ, thi đấu giải Giáp cấp liên tái năm 2023.

## Thành tích
- Giải vô địch thế giới:
  - Đồng đội
    - Huy chương vàng 2022
    - Huy chương bạc: 2007, 2009, 2011

  - Cá nhân
    - Huy chương bạc: 2009
    - Huy chương đồng: 2007 [11], 2011, 2022
- Giải vô địch Việt Nam nội dung cờ tiêu chuẩn:
  - Vô địch: 2007, 2011, 2023
  - Hạng nhì: 2006, 2022
  - Hạng ba: 2009
- Giải cờ tướng trẻ châu Á:
  - Vô địch: 1998
- Đại hội thể thao trong nhà châu Á:
  - Huy chương bạc đồng đội: 2007, 2009 [12]
- Đại hội Thể thao châu Á:
  - Huy chương bạc cá nhân: 2010
- Giải chùa Vua: vô địch 2012
- Huy chương vàng Sea Games 31 nội dung đồng đội cờ nhanh[13]
- Huy chương vàng Giải vô địch thế giới 2022 nội dung đồng đội[14]